# Chrysopa fascialis
Chrysopa fascialis is een insect uit de familie van de gaasvliegen (Chrysopidae), die tot de orde netvleugeligen (Neuroptera) behoort. 
Chrysopa fascialis is voor het eerst wetenschappelijk beschreven door Banks in 1905.